# گئورگی گونگادزه
گئورگی گونگادزه (اوکراینی: Георгій Русланович Ґонґадзе؛ گرجی: გიორგი ღონღაძე؛ ۲۱ مه ۱۹۶۹ – ۱۷ سپتامبر ۲۰۰۰) یک کنشگر سیاسی، روزنامه‌نگار و کارگردان فیلم اهل اوکراین بود.
وی یکی از بنیان‌گذاران روزنامهٔ اینترنتی «یوکرائینسکا پراودا» بود.
ماجرای مرگ او به یک رسوایی ملی مبدل شد و به اعتراضاتی علیه دولت و لئونید کوچما انجامید. طی «رسوایی کاسِـت»، نوارهای کاستی منتشر شد که در آنها لئونید کوچما، ولادیمیر لیتوین و سایر مقامات رده‌بالای دولتی دربارهٔ نیاز به «ساکت کردنِ گونگادزه» به خاطر گزارش‌های خبری اینترنتی‌اش دربارهٔ فساد در میان دولتمردان صحبت می‌کنند. کمی بعد، وزیر امور داخلی «یوری کراوچنکو» در ۴ مارس ۲۰۰۵ میلادی، تنها ساعاتی پیش از شهادت دادنش در دادگاه به عنوان یک شاهد آگاه، با شلیک ۲ گلوله به سرش به قتل رسید. او مأمور مافوق سه افسری بود که متهم به قتل گونگادزه بودند.
سه مقام دولتی در ادارهٔ نظارت خارجی و واحد اطلاعات جنایی در وزارت امور داخلی اوکراین (والری کوستنکو، میکولا پروتاسوف و السکاندر پاپوویچ) به قتل او متهم و در مارس ۲۰۰۵ دستگیر شدند و نفر چهارم (الکسی پوکاچ، رئیس واحد اطلاعات جنایی) در ژوئیه ۲۰۰۹ بازداشت شد. دادگاهی در اوکراین در مارس ۲۰۰۸ و طی یک دادرسی ۲ ساله که در ژانویهٔ ۲۰۰۶ آغاز شده بود، پروتاسوف را به ۱۳ سال و پاپوویچ را به ۱۲ سال زندان محکوم کرد. خانوادهٔ گونگادزه معتقد بودند که دادگاه عاملان اصلی جنایت را به میز محاکمه نکشاند. تا به امروز، هیچ‌کس به دادن دستور قتل متهم نشده‌است.
بیوهٔ گونگادزه و ۲ فرزندش در سال ۲۰۰۱ حق پناهندگی ایالات متحده آمریکا پیدا کرده و از آن زمان در آنجا زندگی می‌کنند.
ویکتور یوشچنکو رئیس‌جمهور اوکراین در ۲۳ اوت ۲۰۰۵ لقب «قهرمان اوکراین» را به‌طور رسمی به گئورگی گونگادزه اعطا نمود.
پیکر او در ۲۲ مارس ۲۰۱۶ در «گورستان کلیسای سنت نیکلاس» در کی‌یف دفن شد.